# Alison Williamson
Alison Jane Williamson (Melton Mowbray, 3 de novembro de 1971) é uma arqueira britânica, medalhista olímpica.

## Carreira
Alison Williamson representou seu país nos Jogos Olímpicos de 1992 a 2012, ganhando a medalha de bronze no individual em 2004.
Ela possui uma medalha da Ordem do Império Britânico, por seus serviços prestados a nação atribuídos ao Tiro com Arco, logrado em 2012.